# Musée d'archéologie d'Aleria Jérôme-Carcopino
Le musée d'archéologie Jérôme-Carcopino, labellisé Musée de France, est situé dans le fort de Matra à Aléria en Haute-Corse. Il relève de la Collectivité de Corse (issue de la fusion de la Région Corse et des deux départements)

## Le fort de Matra

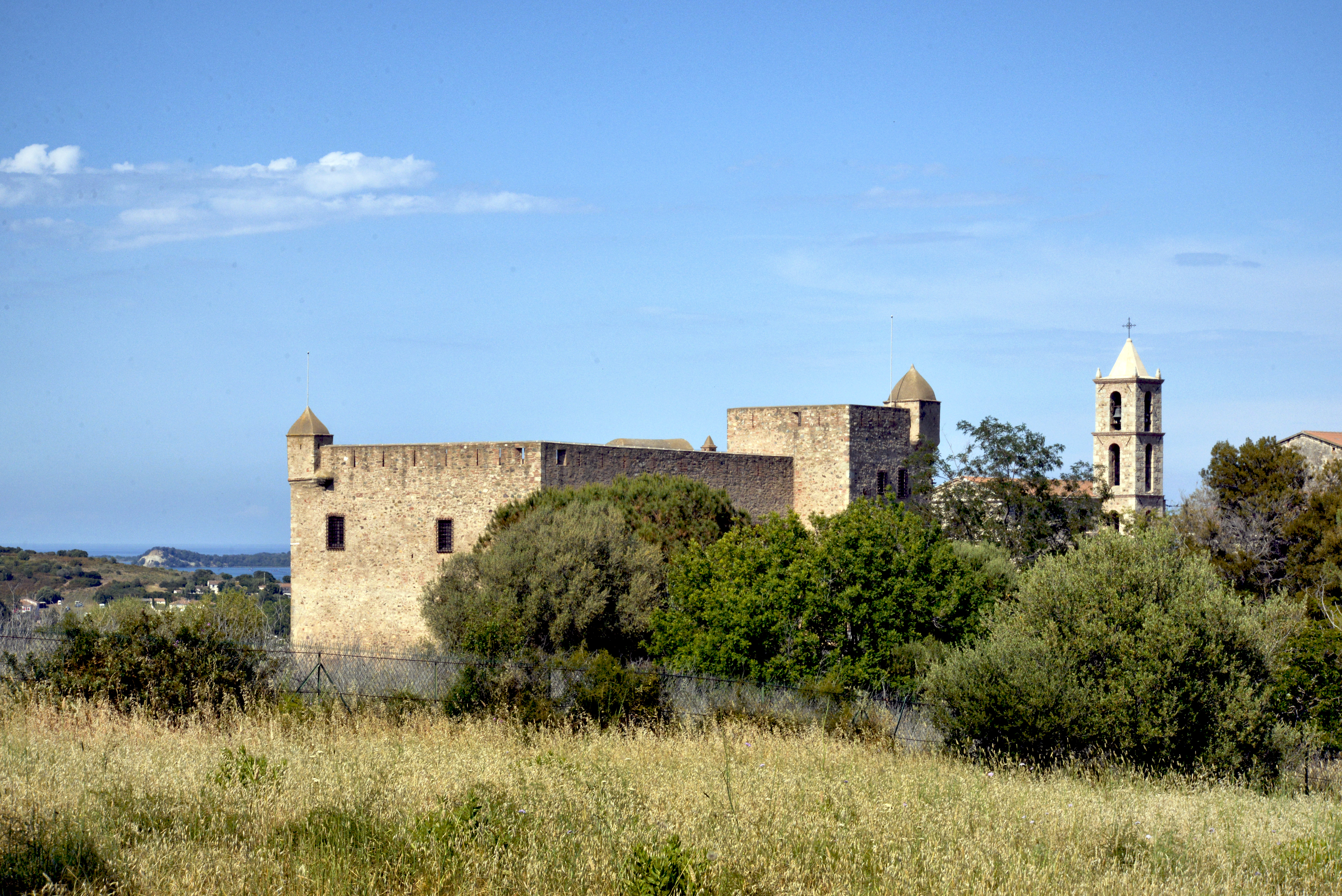
Fort de Matra, musée départemental d'archéologie Jérôme-Carcopino.

Le fort de Matra a été classé en 1962 monument historique. Dès 1963, il a accueilli un dépôt archéologique, à la suite de la reprise des fouilles archéologiques du site de la nécropole préromaine et de la ville antique d'Aléria, toute proche. Il est devenu "musée de France".

## Historique
Son histoire est liée à celle des fouilles de l'antique nécropole d'Alalia par Jean et Laurence Jehasse : de dépôt archéologique primitif, il va rapidement changer de statut. En 1969, on donne le nom du grand historien de la Rome antique, Jérôme Carcopino au musée installé de fait entre les murs du fort de Matra. On lui doit en effet d'avoir joué positivement de son influence pour que les actions engagées bénéficient de subsides. Si ce choix peut apparaître comme étant sujet à critique, en raison du rôle actif de ce personnage au sein de l'administration de Vichy, durant la seconde guerre mondiale, il faut bien considérer toutefois que la Justice n'a jamais condamné cet éminent savant et que c'est André Malraux qui aurait fait le choix de cette dédicace. C'est Laurence Jehasse qui dirige le musée de 1967 à 1978. 
En 1978, il devient musée départemental, avant d'intégrer la Collectivité de Corse, au 1er janvier 2018.

## Collections permanentes
Les collections permanentes sont réparties en sur deux niveaux. Au premier étage, les salles d'exposition relatent quinze siècles de l'histoire d'Aléria et de la Corse, depuis la Protohistoire jusqu'à la fin de l'Empire romain.
Au rez-de-chaussée, c'est un ensemble intéressant plusieurs nécropoles étrusques, dont celles de Casabianda. Cette collection est la seconde après celle que présente le Louvre, par la qualité des pièces et leur intérêt scientifique.
Les objets exposés présentent un grand intérêt du point de vue archéologique, non seulement pour la compréhension de la Corse préhistorique et antique, mais aussi pour la connaissance des civilisations du bassin de la Méditerranée, notamment la civilisation étrusque.

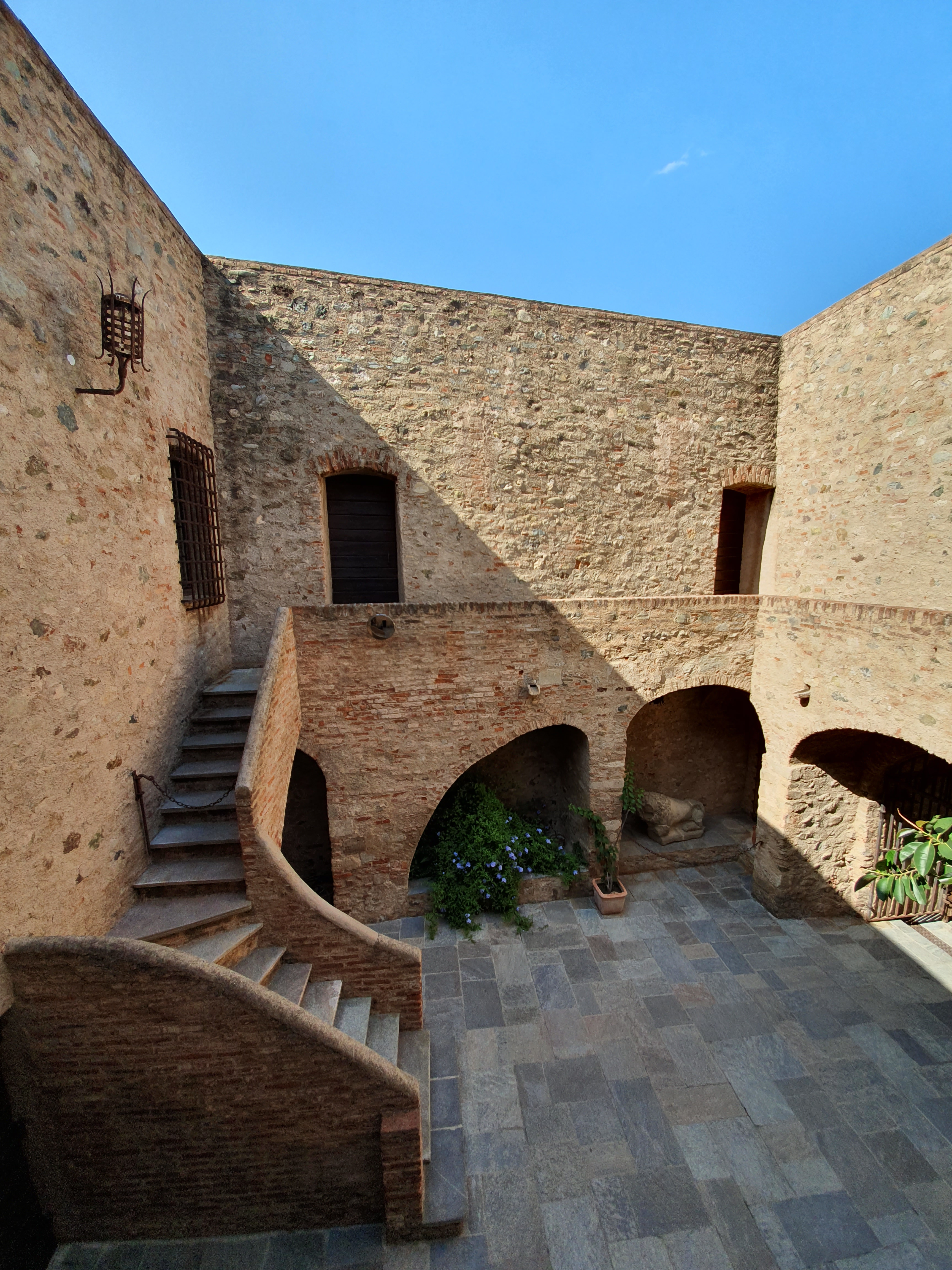
Cour du musée

### Cour du musée
Dans la cour du musée on peut voir une statue de lion. Elle a été découverte en 1975 sur la colline du site archéologique. Les statues de lion gardaient souvent l'entrée des plus belles tombes étrusques (IVe siècle av. J.-C.).

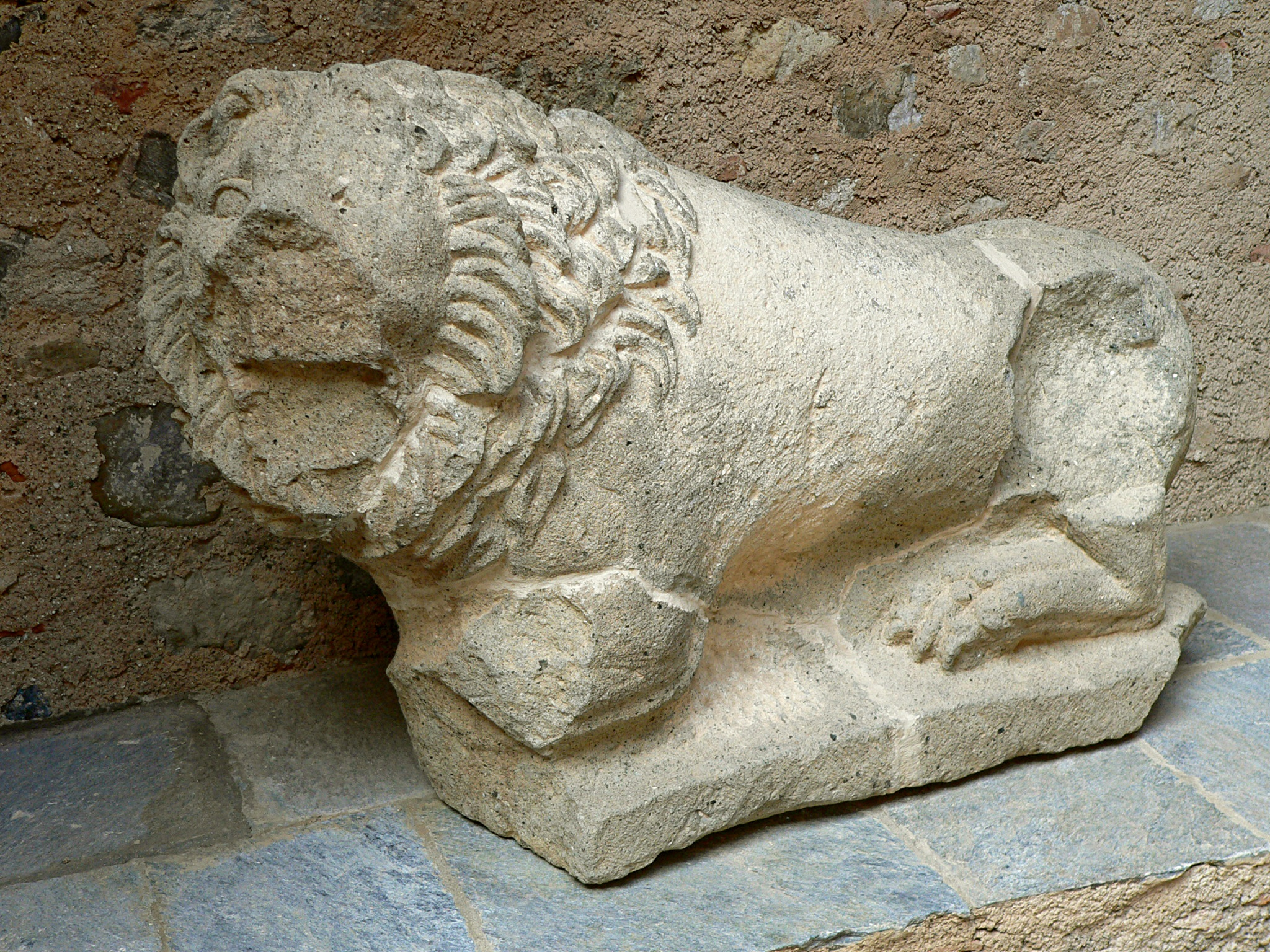
Lion étrusque

Petit plat étrusque à tige de Genucilia : C'est un plat à offrande représentant un profil féminin. entouré d'un motif de vagues. Il est daté de la seconde moitié du IVe siècle av. J.-C. Un exemplaire conservé à la Providence aux États-Unis porte ce nom gravé (Poplia Genucilia), sans doute le nom de la propriétaire de l'officin.

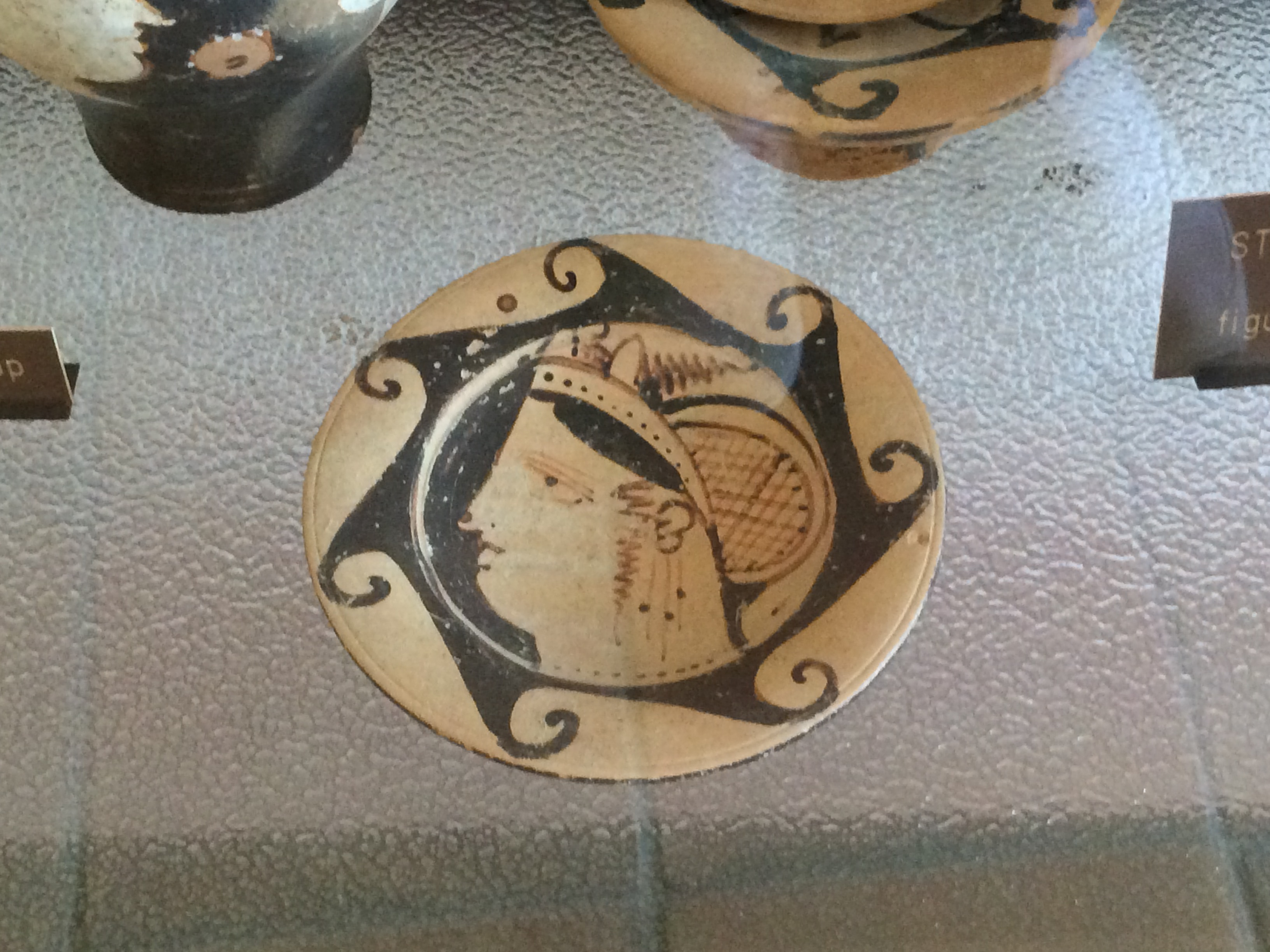
Plat étrusque de Genucilia

Cratère étrusque à figures rouges : Ce cratère provient de Tarquinia vers 300/275 av. J.-C.). Il représente un homme nu, attaché à un arbre. Un dragon le surveille. Il s'agit de Pirithoos, fils du roi Ixion. Il a essayé d'enlever Perséphone, l'épouse d'Hadès, le roi de l'enfer. Hadès l'a fait prisonnier, ainsi que Thésée. Héraclès réussit à libérer Thésée, mais non Pirithoos, qui reste prisonnier de l'enfer.

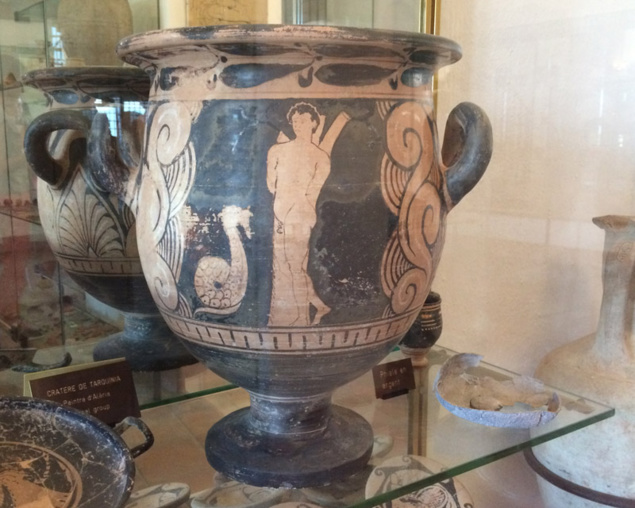
Pirithoos prisonnier de l'enfer

Œnochoés étrusques : ces œnochoés de confection étrusque représentent un personnage ailé entouré de femmes utilisent la technique de la céramique surpeinte.

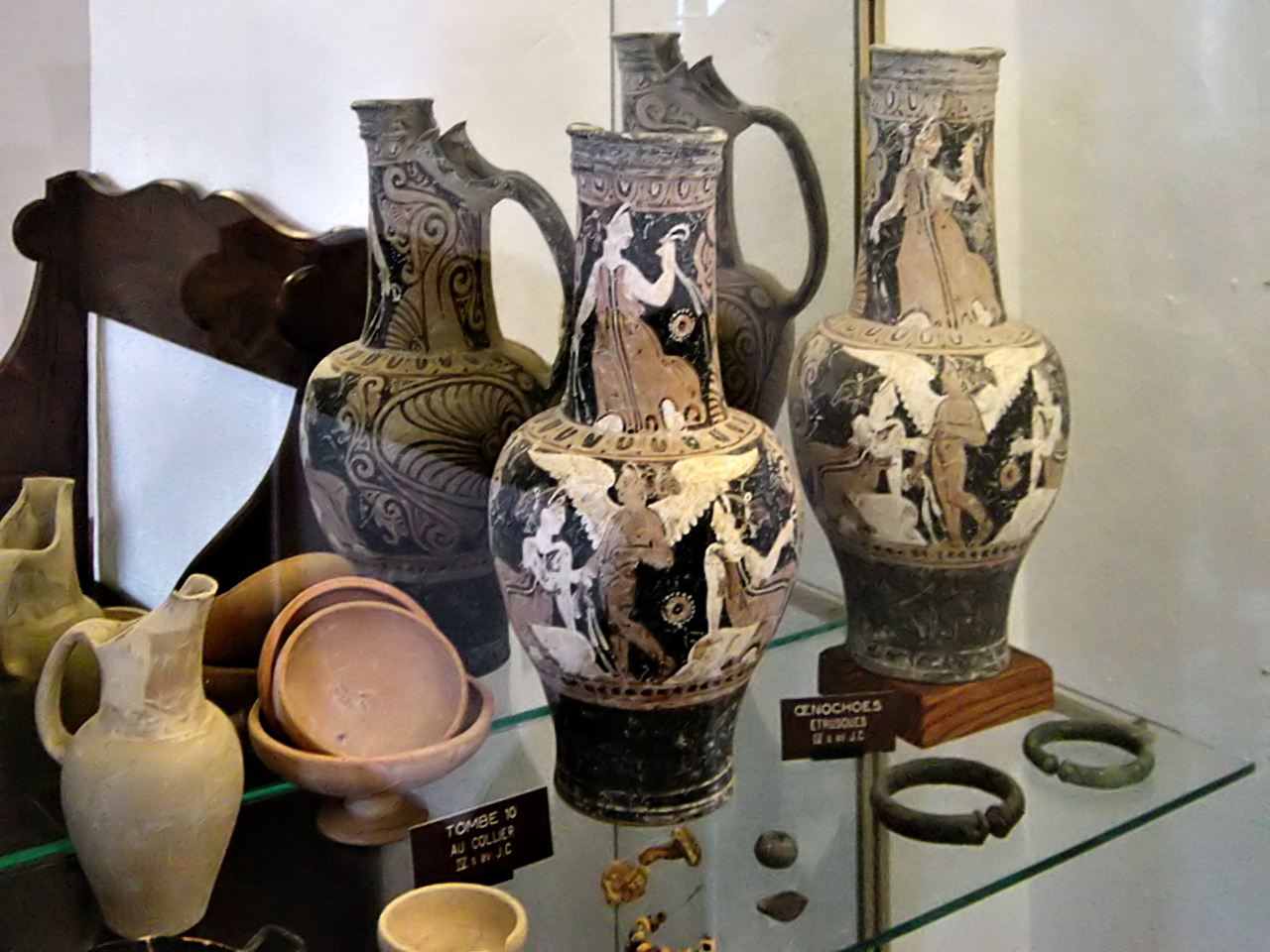
Œnochoés étrusques

Cratère attique à colonnettes : Dionysos est représenté tenant un thyrse. La figure du dieu, majestueuse, s'impose au centre. Il est représenté dans la force de l'âge, avec une barbe et une chevelure abondantes. Il est entouré de deux ménades.

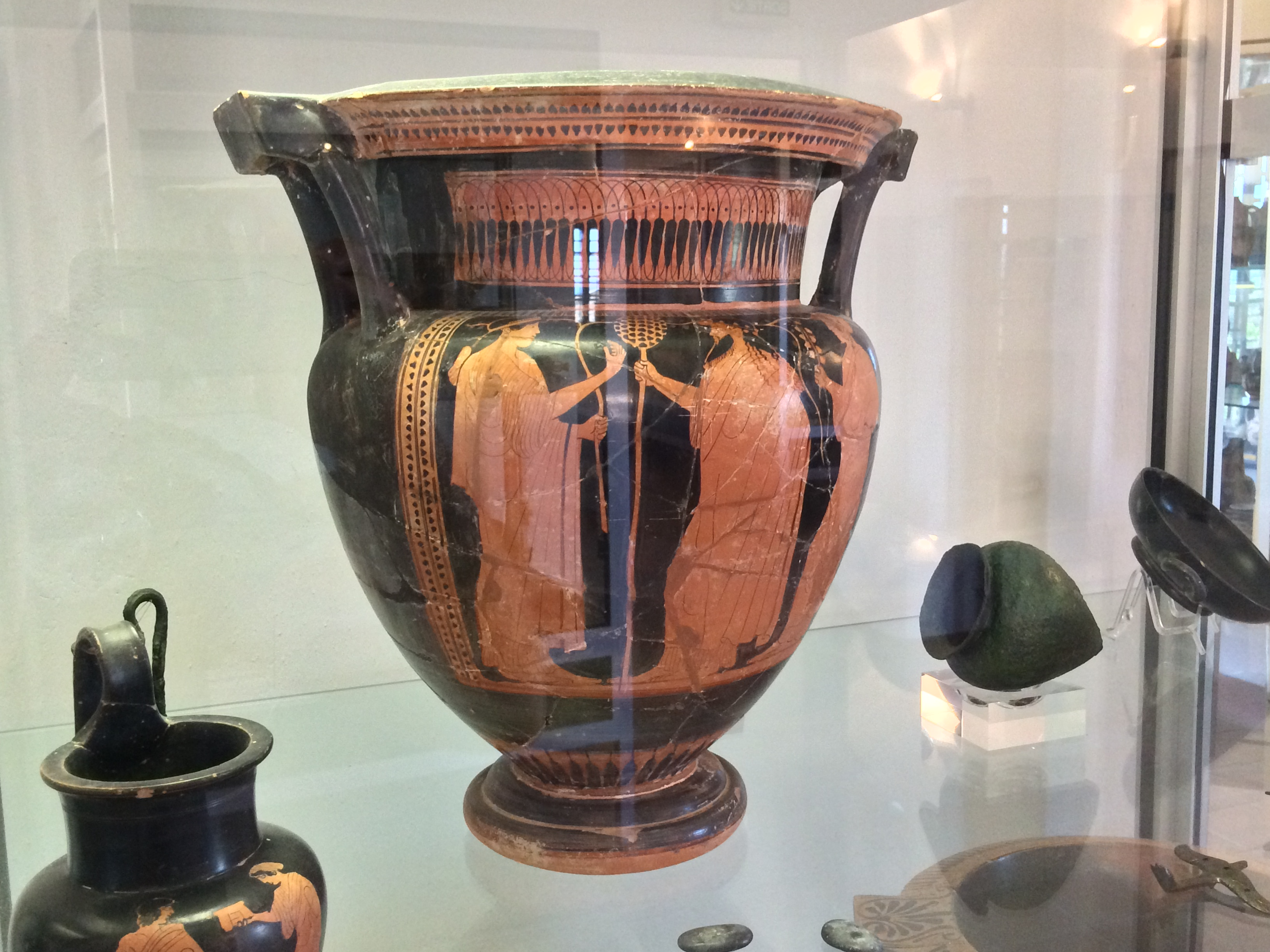
Cratère attique à figures rouges représentant Dionysos.

Kylix attique à figures rouges : Cette coupe de grand diamètre (34 cm) est présentée à l'envers. Il représente une scène palestre : des athlètes  tiennent des javelots sont représentés en nudité héroïque et prenant des poses cambrées. Sous les anses se développe un riche décor de palmettes finement travaillées.

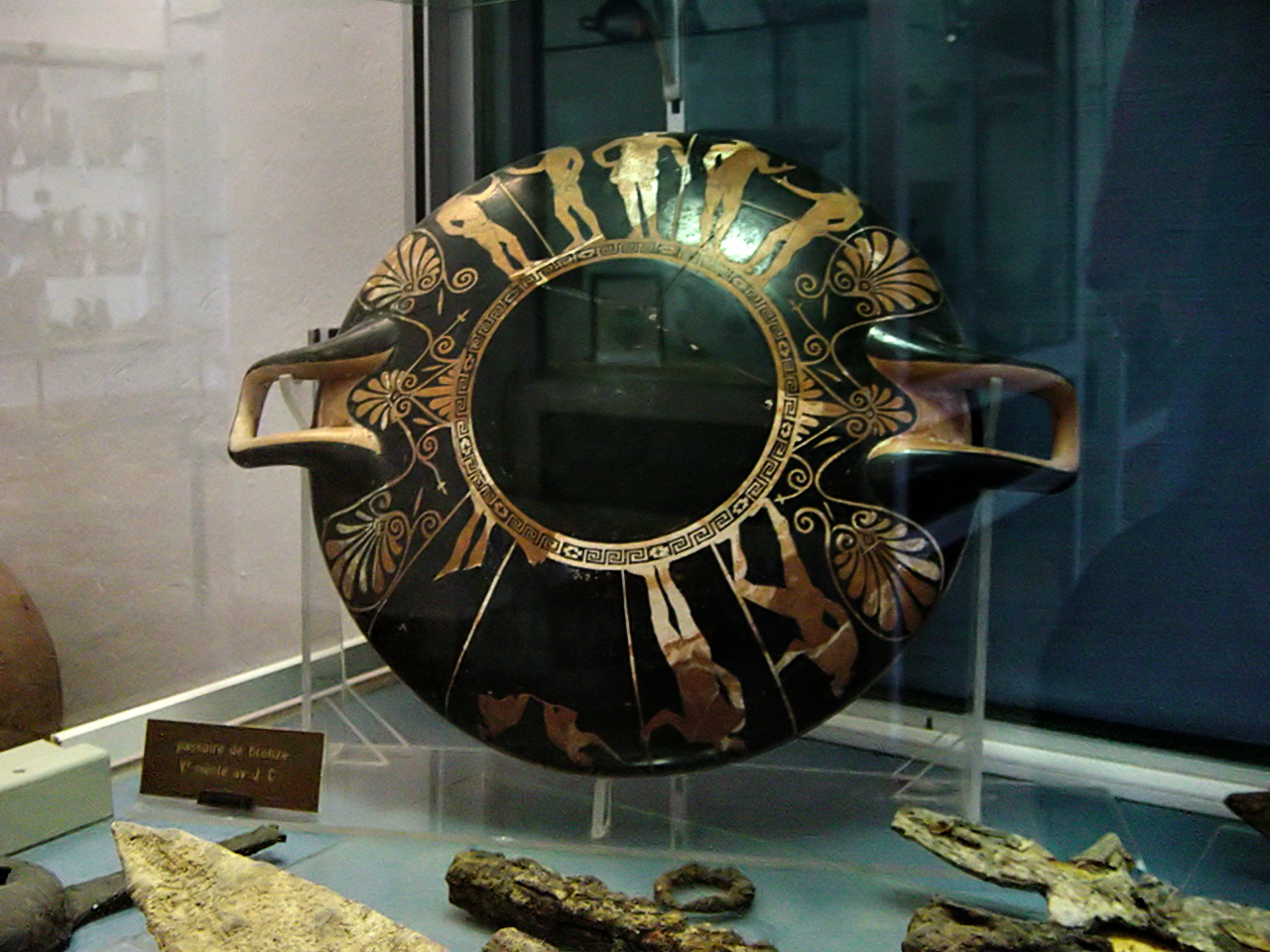
Kylix attique à figures rouges.

Collier carthaginois en pâte de verre : Le pendentif est peut-être à rapprocher du Dieu égyptien Bès, protecteur du foyer. Sa laideur permettrait d'éloigner le mauvais œil. Il est daté du IVe siècle av. notre ère.

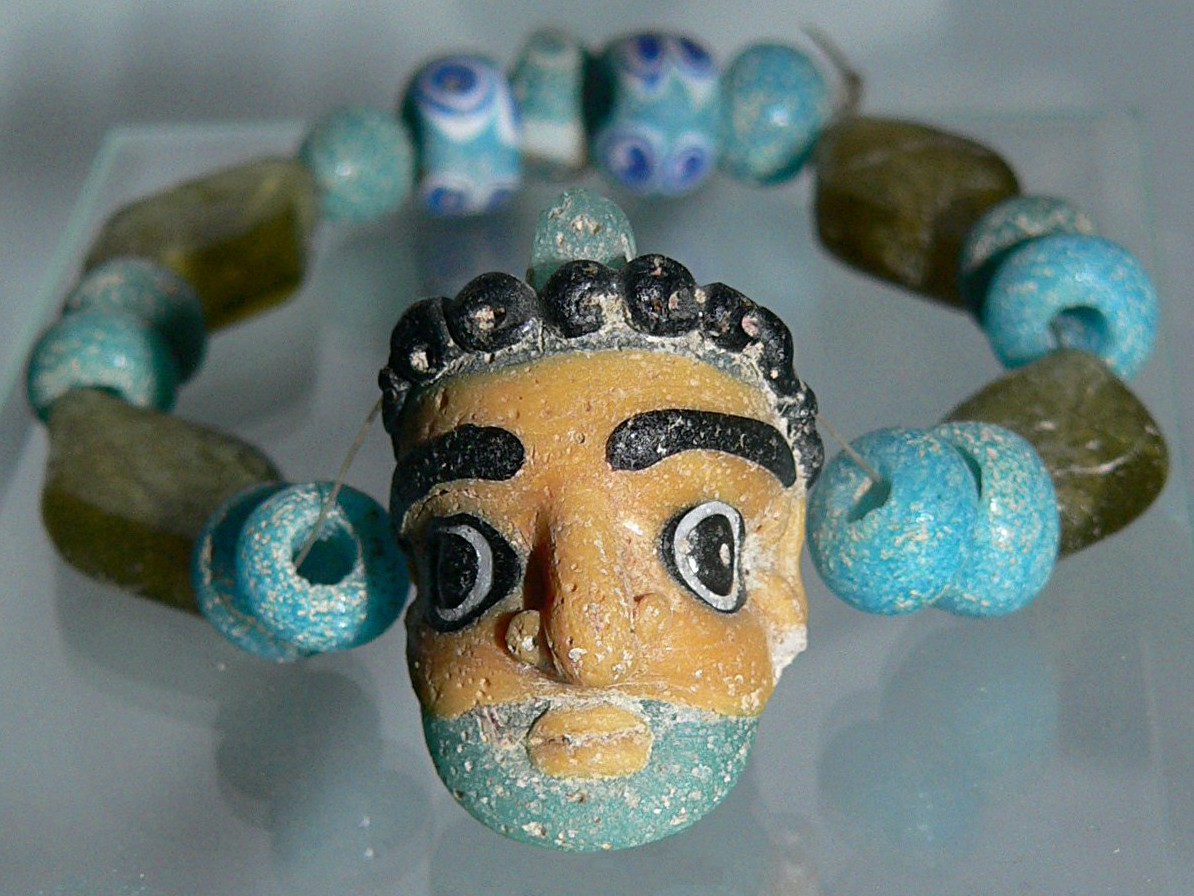
Collier carthaginois en pâte de verre (IVe siècle av. J.-C.)

Cratère attique à figures rouges : Ce cratère est daté du première moitié du Ve siècle av. J.-C. On y voit quatre personnages : le dieu Dionysos préside les vendanges. Il est représenté debout, tenant un thyrse. Il est le seul à être habillé. Son attitude noble contraste avec les satyres, indécents et burlesques. Un des satyres porte une hotte de raisin. Il louche et parait hilare. Un autre satyre foule les raisins dans une corbeille.

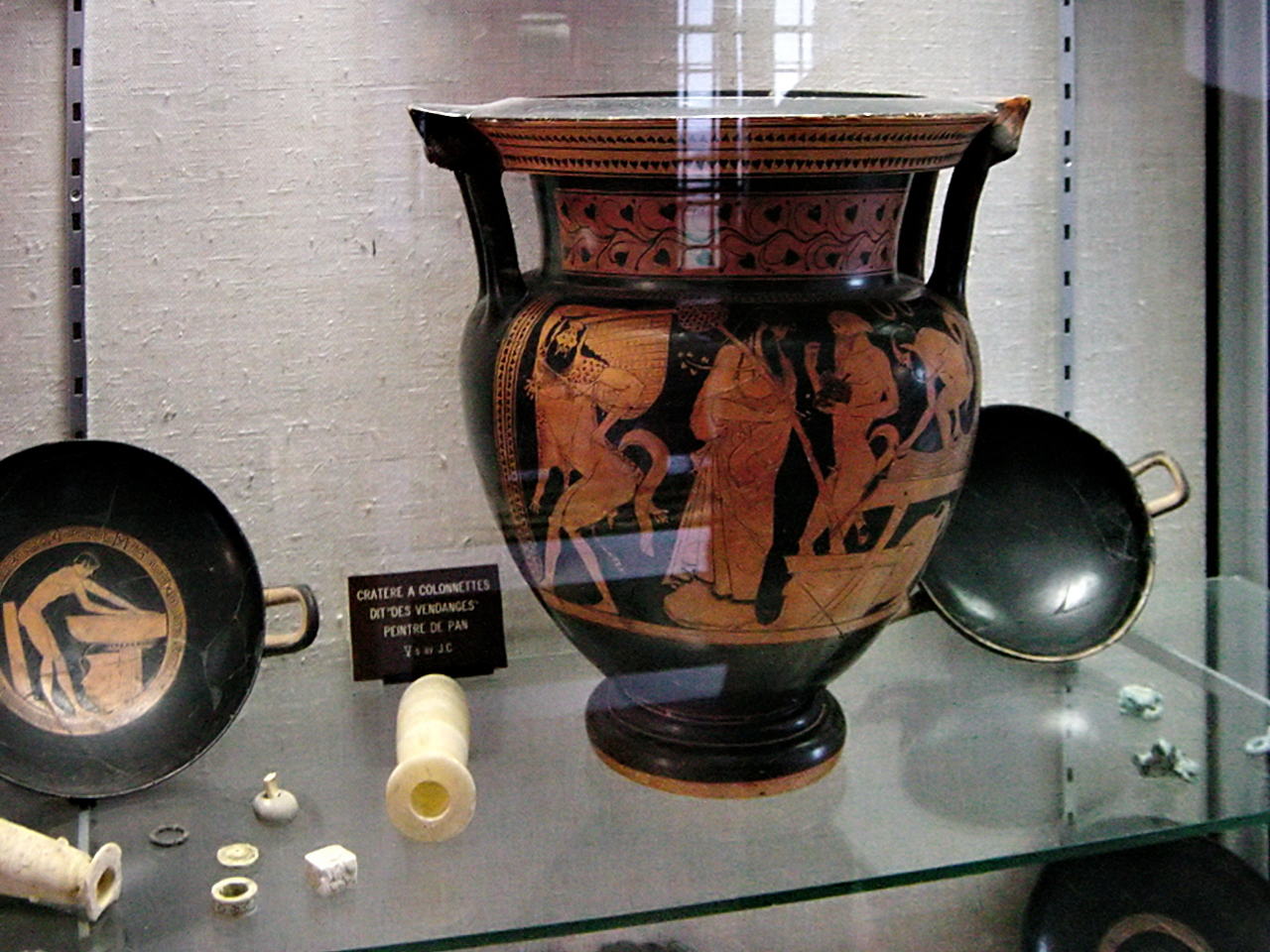
Cratère attique à figures rouge.

Skyphos à la chouette : Le skyphos est un vase à boire. Celui-ci est daté du Ve siècle av. J.-C. Un rameau d'olivier se trouve de chaque côté de la chouette, qui est l'un des attributs de la déesse Athéna, protectrice d'Athènes.

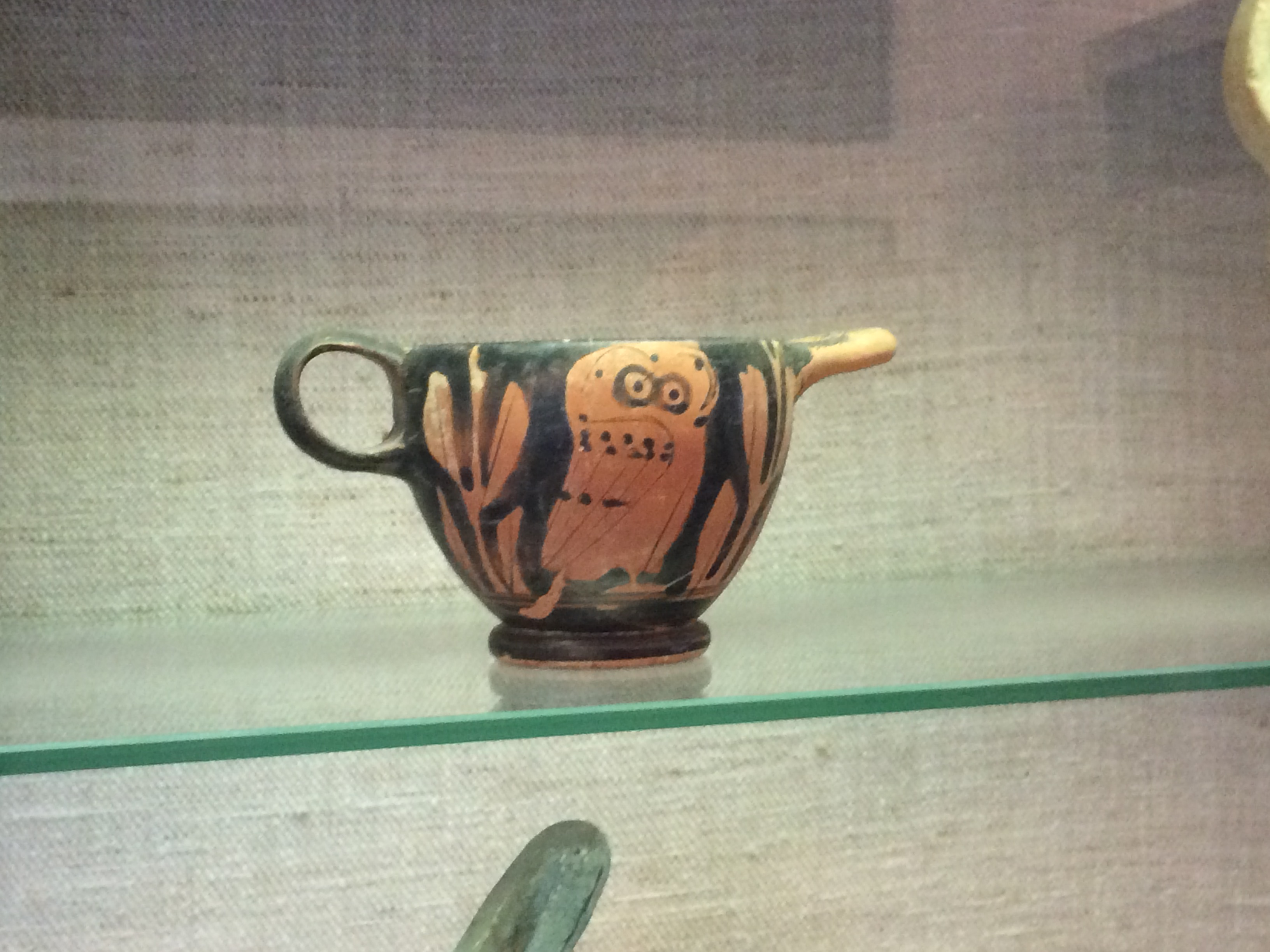
Skyphos à la chouette

Kylix à figures rouges : Le satyre se dirige en courant vers un grand cratère. Il tient à sa main un canthare, un vase destiné à boire le vin. Il porte également une outre sur son épaule. Le satyre est l'une des figures emblématiques du cortège du dieu Dionysos.

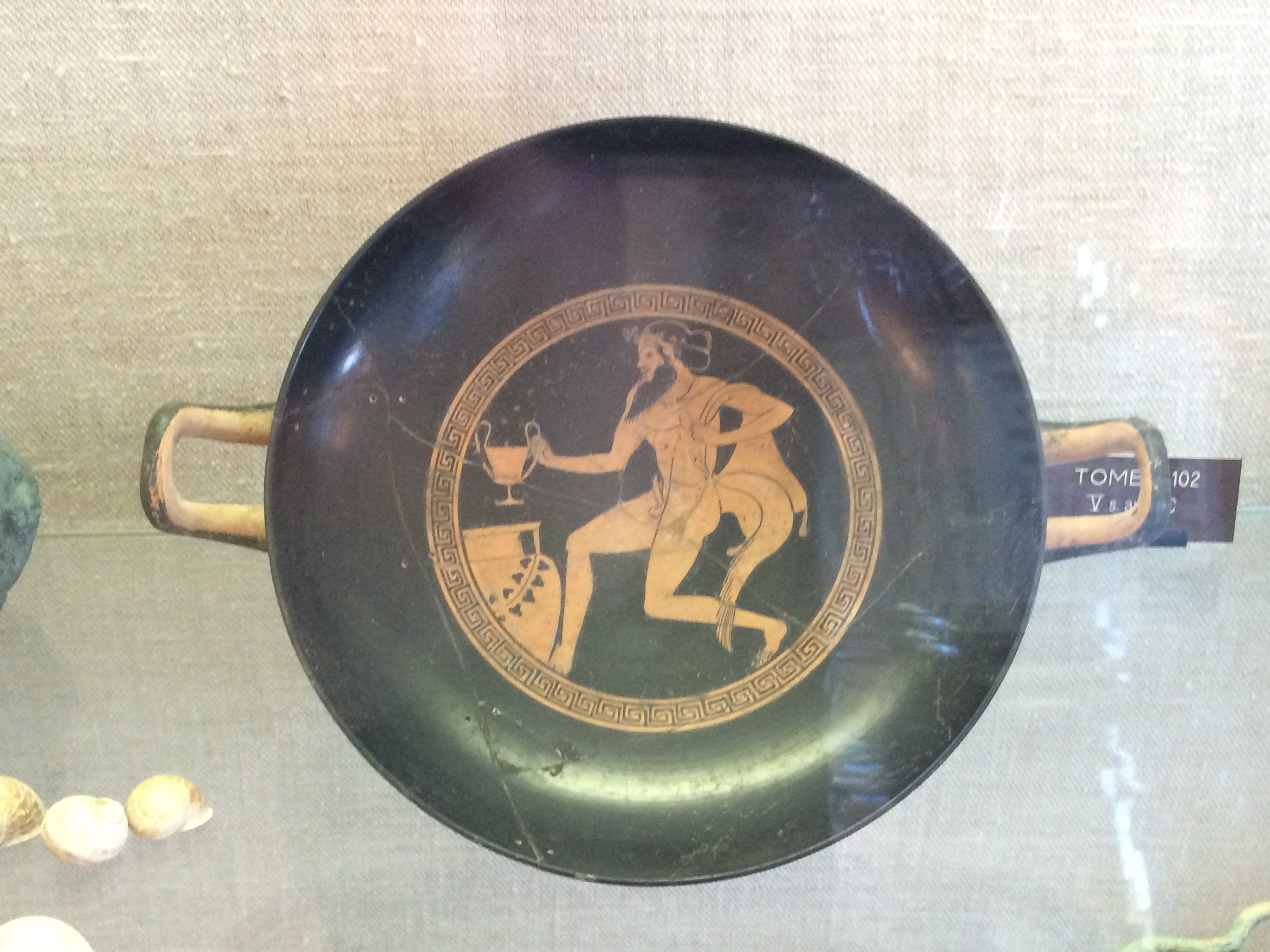
Kylix à figures rouges

Skyphos à figures noires : Héraklès et le taureau de Crète. Ce skyphos représente Héraclès en train d'accomplir le septième travail imposé par Eurysthée : la capture du taureau de Crète, que Poséïdon avait rendu furieux. Ce skyphos est un des plus anciens vases du musée. On y voit également un graffite en langue étrusque.

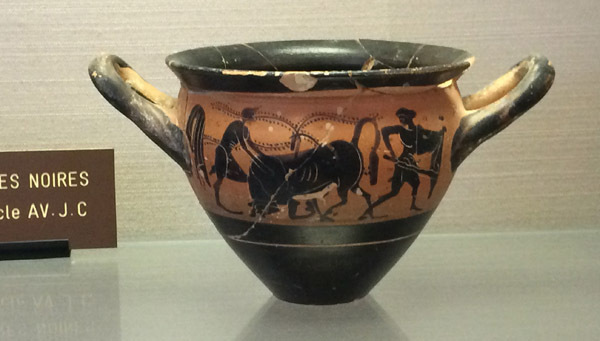
Héraklès et le taureau de Crète, musée d'Aleria

Rhyton attique à tête de mulet
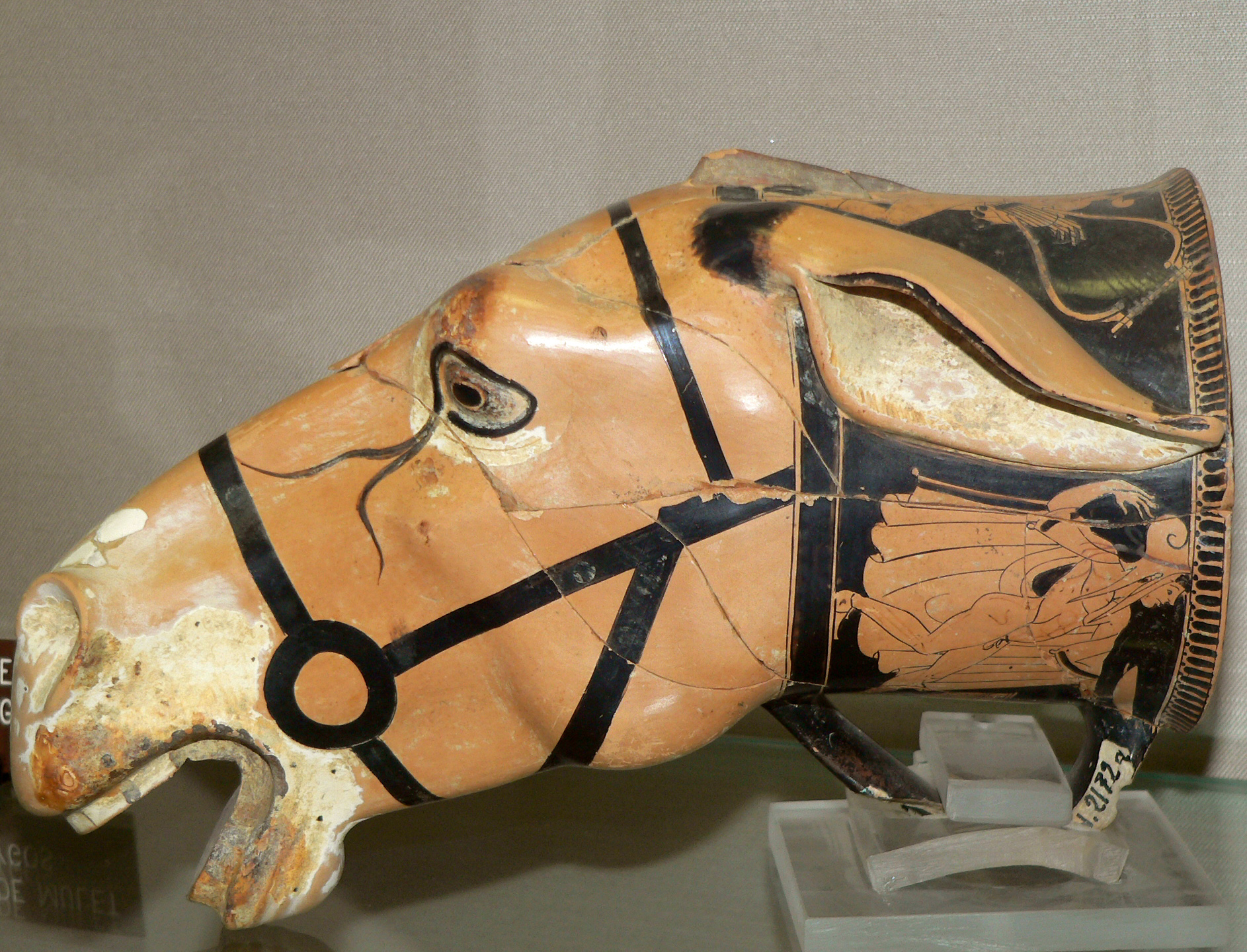
Rhyton attique à tête de mulet
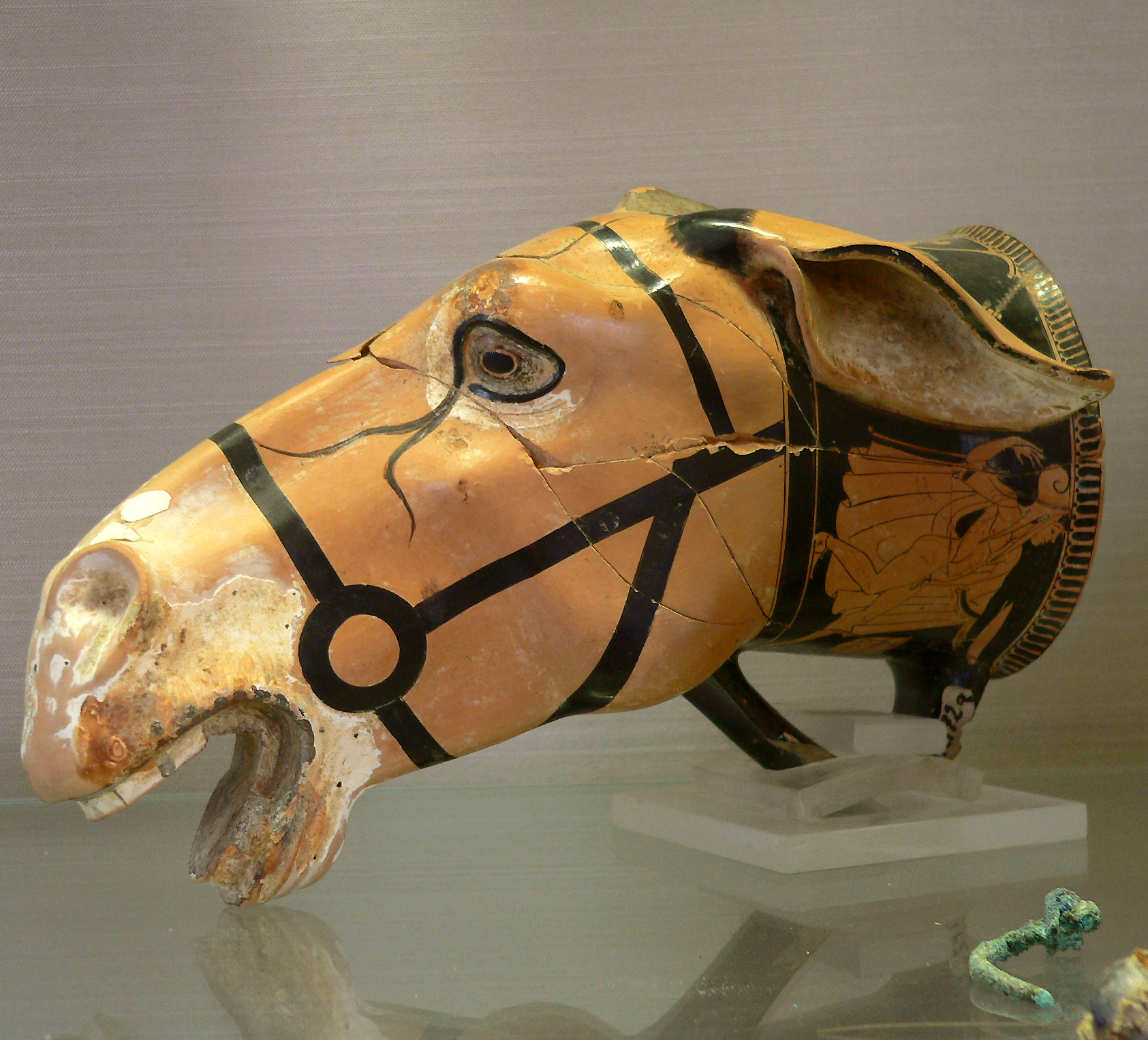
Rhyton attique à tête de mulet
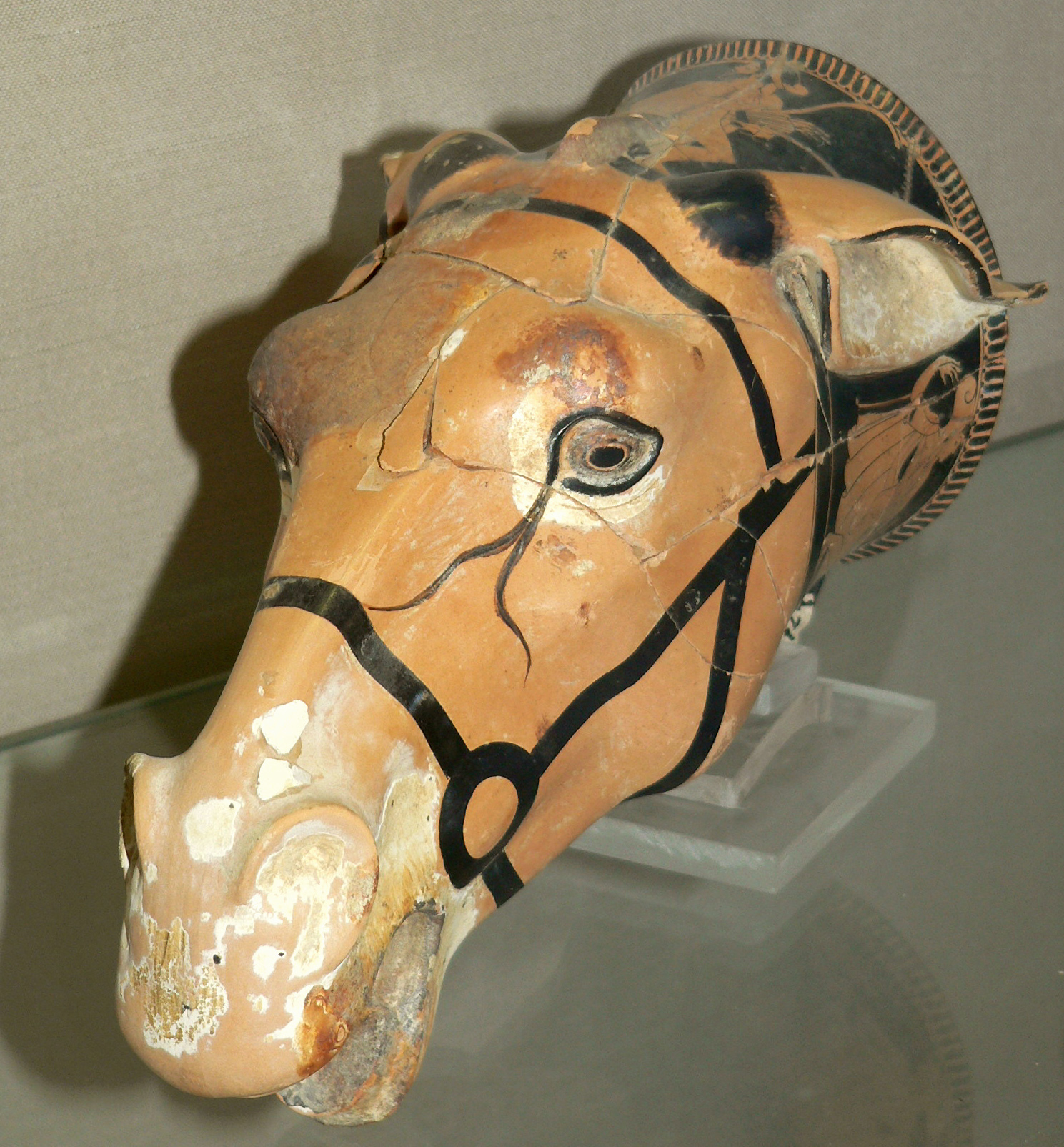
Rhyton attique à tête de mulet
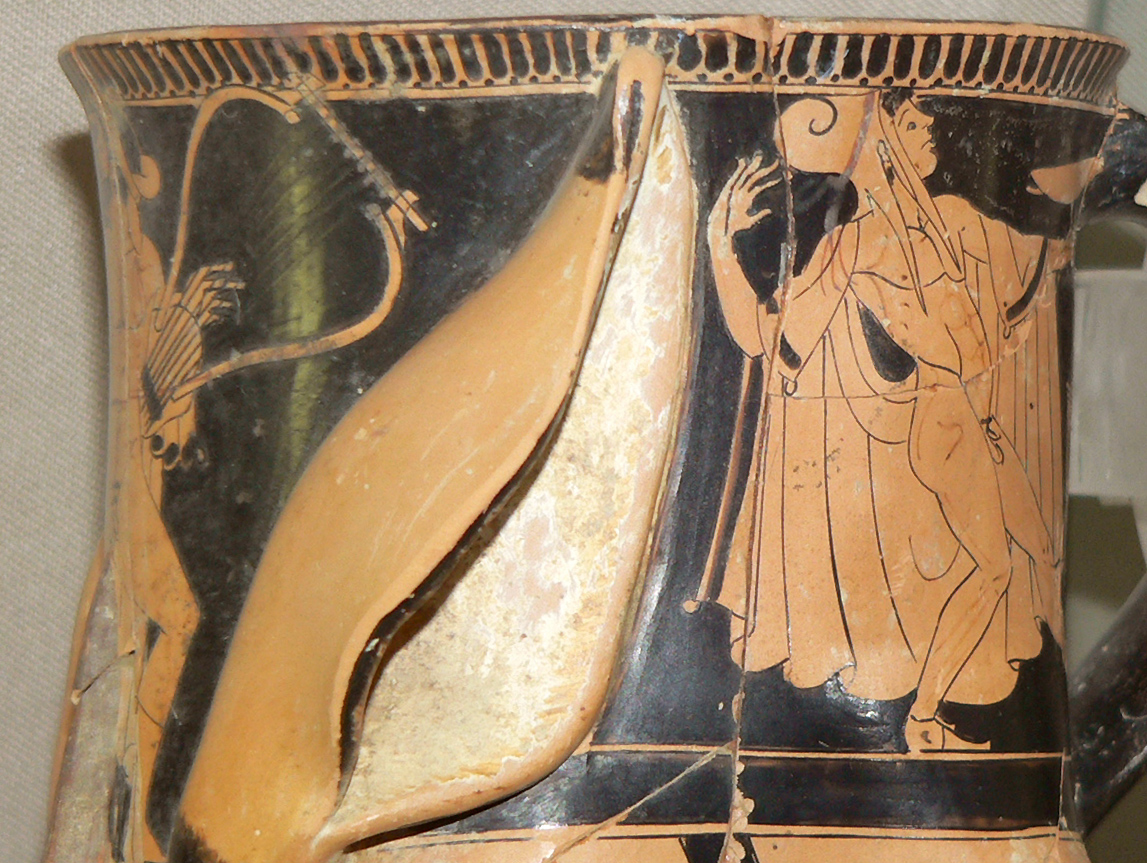
Rhyton attique à tête de mulet, détail
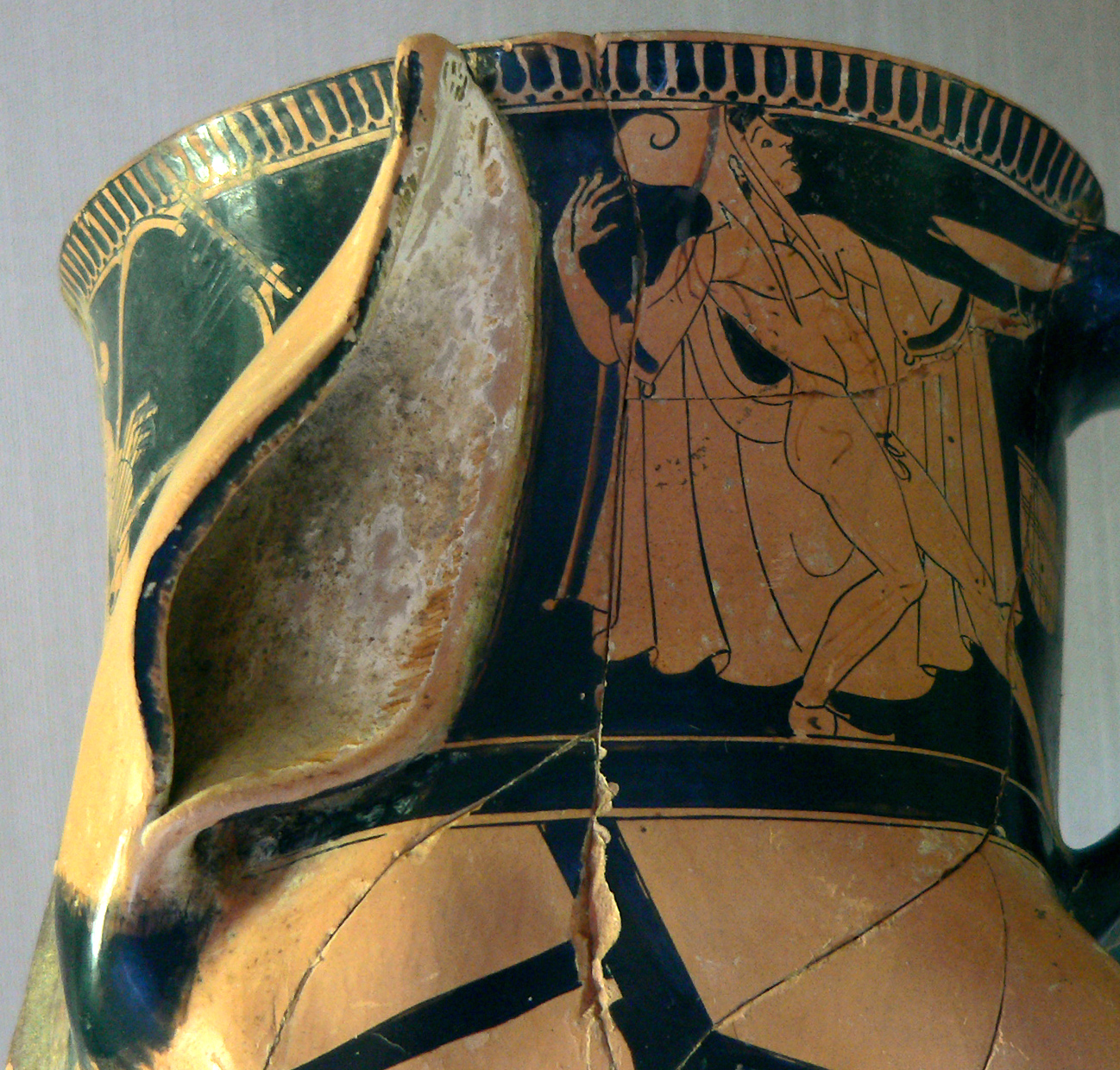
Rhyton attique à tête de mulet, détail

Rhyton attique à tête de mulet : Le rhyton est un vase à boire. Celui-ci représente un mulet très expressif : il a les oreilles couchées en arrière, la bouche ouverte, les naseaux écarquillés et les yeux exorbités. Les scènes représentées sur le col du vase font allusion à un banquet dionysiaque : on y voit trois personnages en train de danser, jouer de la lyre, chanter et boire du vin.

Rhyton attique à tête de chien
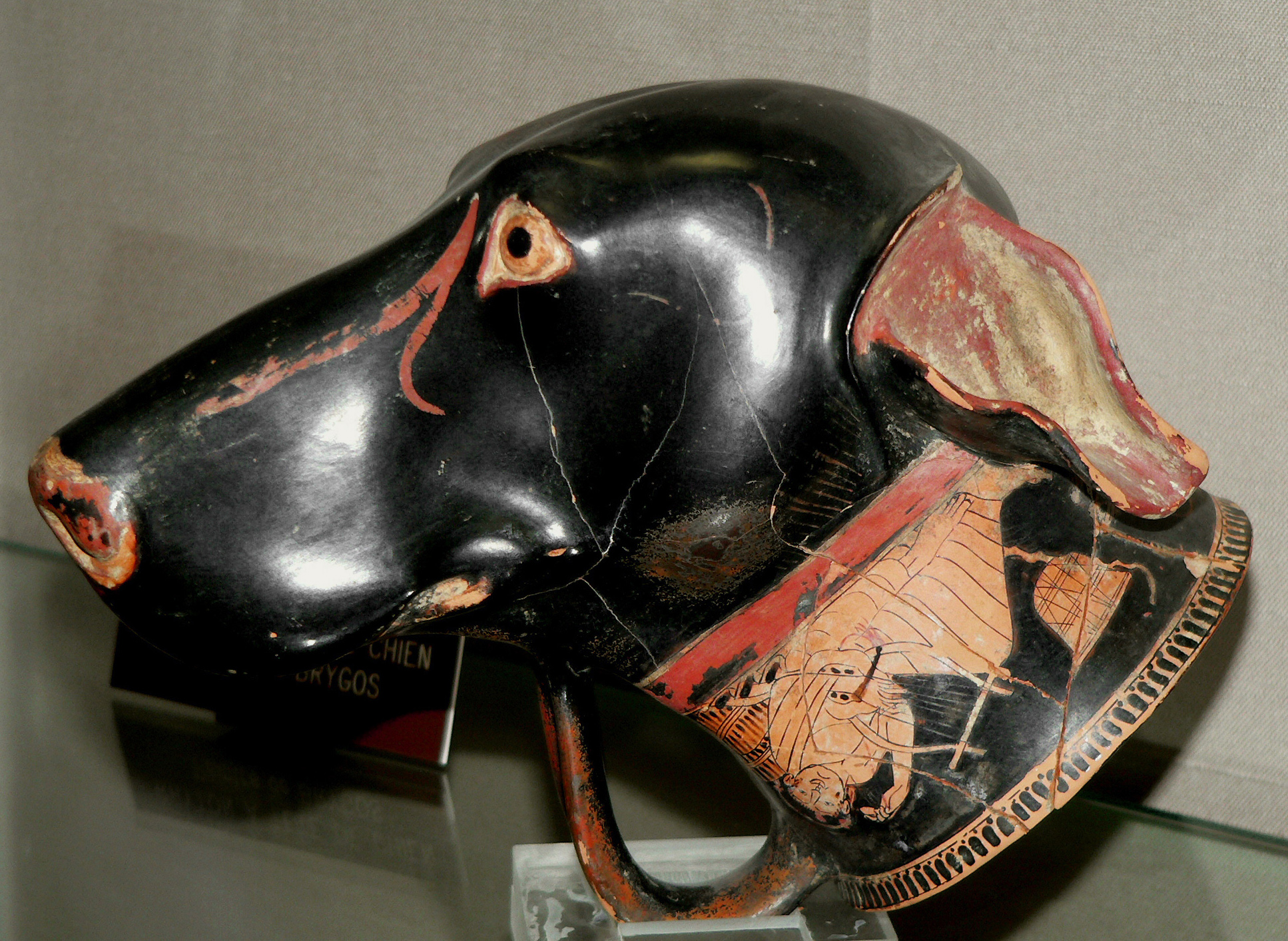
Rhyton attique à tête de chien
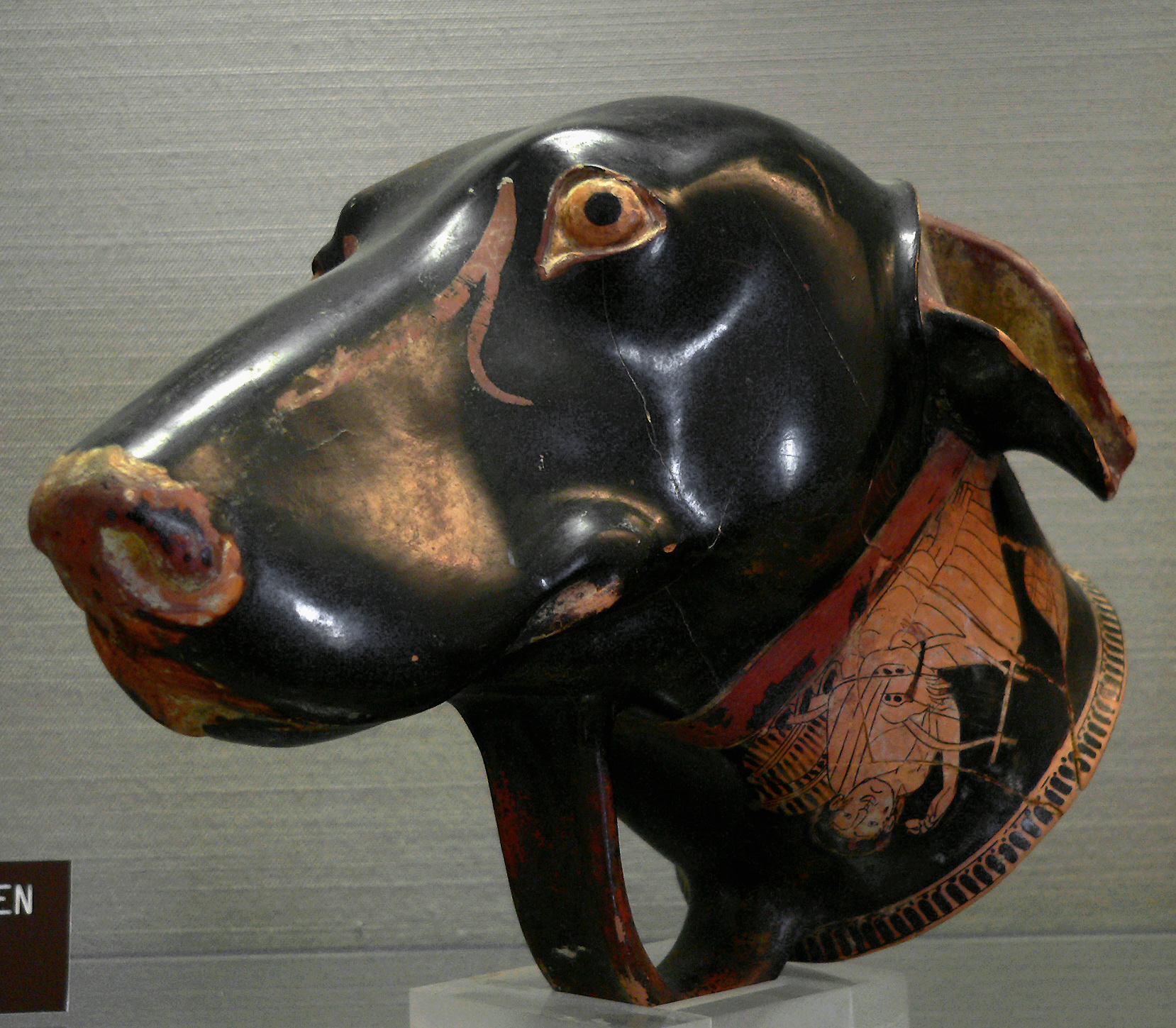
Rhyton attique à tête de chien
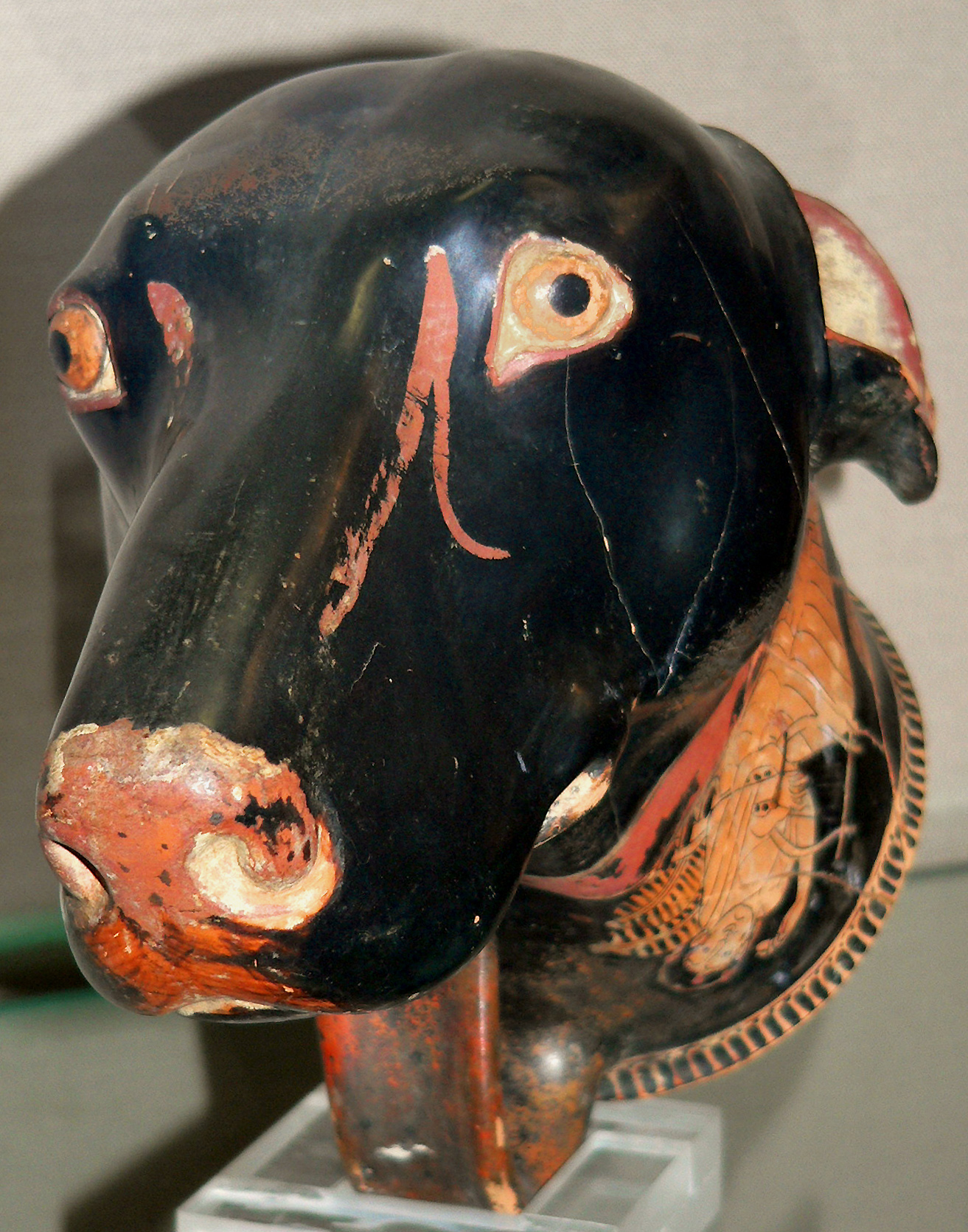
Rhyton attique à tête de chien
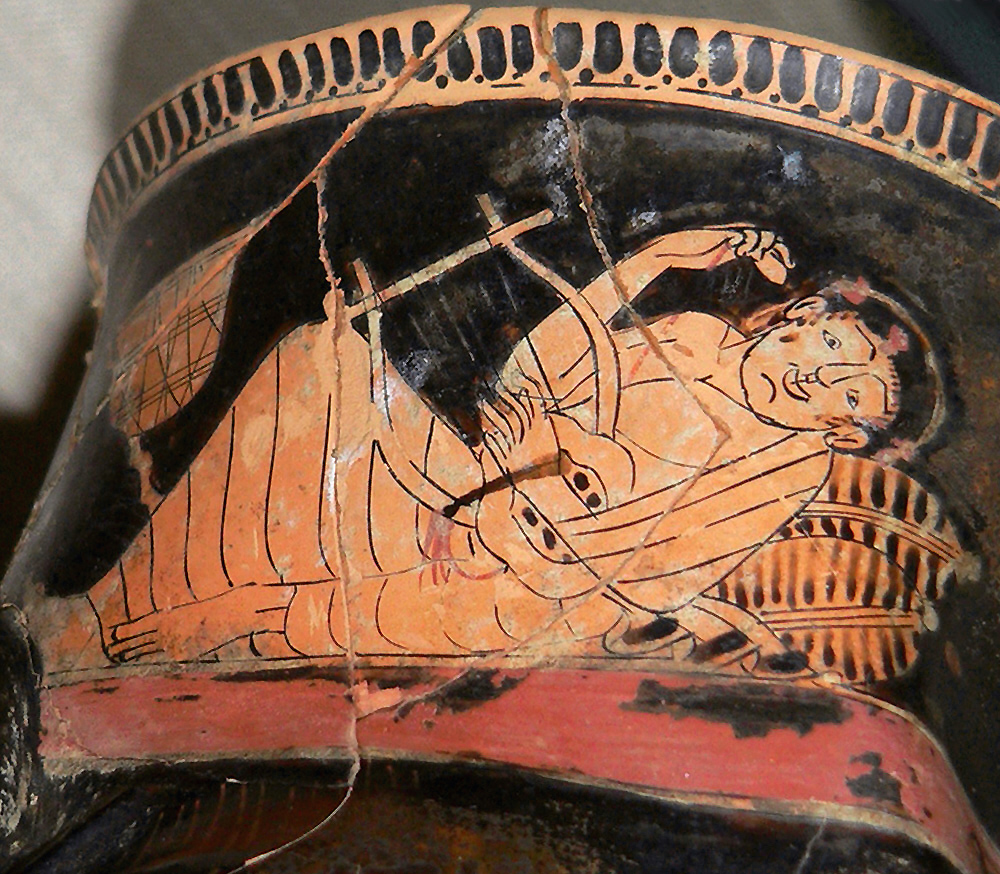
Rhyton attique à tête de chien, détail

Rhyton attique à tête de chien : Cette belle tête de chien provient du même atelier que le rhyton à tête de mulet. Les personnages représentés lors d'un banquet sur le col du vase sont d'ailleurs identiques. Le vase est l'œuvre d'un certain Brygos. C'est le nom du potier. Le nom du peintre lui ne nous est pas parvenu.